# Ян Оришевський
Іван (Ян) Орише́вський (Оришовський, близько 1535 — до березня 1605) — український державний і військовий діяч. Гетьман Війська Запорозького (1578—1582, 1584—1585, 1586—1587 рр.), один з організаторів реєстрового козацтва (РК). Походив з української шляхти. До 1578 року був дворянином польського короля Степана Баторія. Засновник міста Гайсина.

## Короткий життєпис
Народився в Оришеві Ляцькому Белзького воєводства. Син дрібного шляхтича Яна. Будучи дворянином Короля польського Степана Баторія, отримав від нього 1576 року у держання державний маєток у Луці, недалеко від Вінниці. В 1577 році на дворі короля Степана Баторія — коморник для виконання важливих завдань. У вересні 1578 року у Львові, під час набору козацького полку чисельністю у 500 осіб для служби Речі Посполитій, Іван Оришевський був призначений його «гетьманом», отримав відповідні клейноди, Трахтемирів для постійного перебування і мав підлягати черкаському і канівському старості князеві Михайлові Вишневецькому. Мав власний загін з 30 вояків, отримав річне утримання 400 злотих. Набраний козацький реєстровий полк мав почати службу 6 грудня 1578 року. У цей час в Речі Посполитій відбувалися репресії щодо козаків, які брали участь у поході 1577 року Івана Підкови у Молдову. Тож вони мусили переховуватися на островах Великого Лугу нижче Дніпрових порогів. Скориставшись своїм новим становищем, Іван Оришевський домігся визнання своєї зверхності принаймні над частиною з них. Так виникла козацька республіка Військо Запорозьке, першим Гетьманом якої став Іван Оришевський.
1580 року Військо Запорозьке під проводом Оришевського брало участь у Лівонській війні 1558—1583 років на боці Речі Посполитої і у вересні здобуло і спалило передмістя і частину замку підмосковського на той час міста Стародуб. 1581 року за дорученням Оришевського складено реєстр козаків, що перебували на службі Речі Посполитій. Весною 1581 року Іван Оришевський вирушив зі своїми козаками в Запорожжя і зупинився на острові Томаківка. У вересні 1581 року Військо Запорозьке під проводом Івана Оришевського разом з князем Михайлом Вишневецьким здобуло московське місто Трубчевськ.
У листопаді 1582 року Іван Оришевський вже згадується як небіжчик і його маєток у Луці передано шляхтичеві Якову Нєзабітовському. Після цього Гетьманом Війська Запорозького було обрано угорця Янчу Беґера.
Невдовзі з'ясувалося, що Іван Оришевський не помер, через якийсь час він з'явився на Запорожжі й 1584 року його знову було обрано Гетьманом Війська Запорозького. Його резиденція містилася тоді на острові Базавлук. Саме там Іван Оришевський заклав корабельню, яка почала будувати морські судна, що дало змогу запорожцям розпочати морські походи. 1584—1585 років Військо Запорозьке втрутилося в боротьбу за владу в Криму між Ісламом Ґіреєм і його племінником Саадетом Ґіреєм на боці останнього. Під час цієї війни запорожці здобули і знищили Очаків влітку 1584 року і здійснили похід на Перекоп 1585 року. Невдача цього походу спричинила втрату Іваном Оришевським влади у Війську Запорозькому.
Влітку, або восени 1586 року Іван Оришевський знову був обраний Гетьманом Війська Запорозького. Під його керівництвом запорожці в грудні 1586 — лютому 1587 років тричі нападали на землі Кримського царства і, зокрема, в лютому 1587 року — на околиці міста Тягин на Дніпрі. У 1587 році був представником Запорозької Січі на сеймах, в ході яких Королем Речі Посполитої було обрано Сигізмунда III Вазу. У квітні-травні 1587 року Іван Оришевський здійснив морський похід на османські міста Варну та Аккерман. Цей похід був першим морським походом запорожців.
Іван (Ян) Оришевський (в деяких джерелах його називають Оришовським або Оришковським) справді дістав призначення на гетьмана указом короля Речі Посполитої Стефана Баторія. Згідно з «Хронікою» М. Бєльського, в якій Оришевському теж відводиться лише два рядки, це сталося 1578 року. Козацькі заворушення, викликані стратою І. Підкови та певними невдачами в Молдові, реально загрожували перерости в громадянську війну, в якій українці й поляки, що жили тоді в одній державі, могли б винищувати одні одних — на радість зовнішнім ворогам, які потім пошматували б і Річ Посполиту, й Україну.
Отже, перше, що зробив Ян Оришевський, — це заспокоїв козаків, які, власне, й не готові були до війни проти Речі Посполитої. Саме за його гетьманування набула активного втілення в життя реформа Стефана Баторія, що офіційно визнав козаків за військову силу королівства та обдарував козацтво прапором, булавою, бунчуком і печаткою — тобто всіма символами законності, які надалі припиняли переслідування козацтва як такого з боку уряду Речі Посполитої. Він також передав козакам місто Терехтемирів, визначив межі територій, підконтрольних Запорізькій Січі тощо. А ще призначив найнятим на службу козакам державну платню: по червінцю та по кожухові на рік. Платня символічна. Але важлива суть: козаки — не вороги короні. 
Під час сейму 1587 року Іван Оришевський здивував шляхту, сенаторів: був одягнутий по-грецьки, під час читання його прохання «сів між панами на землю по-турецьки».
Починаючи з 1587 року жив життям звичайного обивателя Речі Посполитої, виконуючи іноді доручення її уряду щодо Війська Запорозького. За королівським указом від 25 липня 1590 року був призначений "поручником" 2-х козацьких полків (1000 осіб), найнятих на службу Речі Посполитій. При цьому він мав підлягати владі снятинського старости Миколи Язловецького. У липні 1591 року Іван Оришевський приїжджав до Білої Церкви на переговори з Гетьманом Війська Запорозького Криштофом Косинським, щоб вгамувати конфлікт між Військом Запорозьким і Річчю Посполитою. Проте, його місія виявилася невдалою і запорожці навіть погрожували йому стратою за зраду. 1594 року Іван Оришевський брав участь у поході армії Війська Запорозького у Молдову, очолюваному Гетьманом Григорієм Лободою. 
В 1600 році виступив посередником у переговорах уряду Речі Посполитої з козаками про умови їх участі у воєнних діях у Молдавії. 1601 року з коронним військом вирушив до Інфляндії. 27 березня 1602 року командував вдалим відбиттям нападу шведської залоги з Дорпату. Виступав на захист прав козаків та осадників, зокрема, проти утисків княжни Анастасії Воронецької в Києві 1586 року.
Помер, найімовірніше, в Гайсині (тепер Вінницька область) перед 2 березня 1605 року.

## Власність
Мав частину дідичного Оришова Ляцького. Отримав правом «доживоття» кілька великих надань. 5 вересня 1577 року король в таборі під Лятарньою надав привілей на 3 розлогі пустки Брацлавського староства: Копистирин біля Кучманського шляху, Гайсин та Гогуль над р. Соб — лівою притокою Південного Богу. Сігізмунд III 5 січня 1588 надав замок Лембурґ (Малопіль) — Інфляндія, південніше Кісі (пол. Kiesi). В Гайсині заклав місто, отримав для нього торгові привілеї, тут влаштував центр власних маєтків.

## Сім'я
Дружина — Ядвіга Рогозинська, за Уруським, мав 2-х синів: Яна, Станіслава. Дружина отримала від короля Сігізмунда ІІІ Вази право доживоття на Гайсин через заслуги чоловіка.

## Вшанування пам'яті
У місті Гайсин є вулиця Яна Оришевського.